# Хобарт Ерл
Гобарт Ерл (Хобарт Ерл, англ. Hobart Earle, | ˈhoˌbɑːt ˈɜːl |; 20 грудня 1960, Каракас, Венесуела) — американський диригент, художній керівник, головний диригент Національного одеського філармонійного оркестру, Народний артист України (2013).

## Біографія
Народився 1961 року в Каракасі (Венесуела) в родині громадян США: батька — співробітника страхової компанії та матері — диригентки церковного хору. 3 11 років навчався в елітній шотландській школі-інтернаті Гордонставн (Велика Британія). У 1983 закінчив музичний факультет Принстонського університету (США) як композитор і диригент. Продовжував навчання у Віденській вищій школі музики та виконавського мистецтва в класі диригування професора Карпа Естерайхера. Стажувався на міжнародних диригентських майстер-класах у Фердинанда Ляйтнера (Зальцбург, Австрія), Отта-Вернера Мюллера (США), Леонарда Бернстайна і Сейдзі Озави (Тенглвуд, США, 1987). Отримав виконавський диплом кларнетиста в Лондонському музичному Триніті-коледжі.
У 1987—1991 роках засновує та керує колективом Віденський ансамбль американської музики / Нью-Йоркський ансамбль віденської музики, з яким виконав маловідомі твори композиторів зламу XIX-ХХ століть, здійснив понад 10 світових прем'єр творів сучасних композиторів у Відні, Нью-Йорку, Лос-Анджелесі, Вашингтоні та записав 2 компакт-диски з творами американських композиторів Джорджа Ввайтфілда Чедвіка, Генрі Ґілберта та Міґеля дель Аквіли.
Від 1991 року — художній керівник і головний диригент симфонічного оркестру Одеської державної обласної філармонії, з яким неодноразово гастролював у Києві та інших містах України, а також і за кордоном, зокрема у таких залах як, Музікферайн (Відень, Австрія), Барбікен-гол (Лондон, Велика Британія), Національна аудиторія (Мадрид, Іспанія), Кельнська Філармонія (Німеччина), Великі зали Московської консерваторії та Санкт-Петербурзької філармонії (Росія), Карнегі-хол та Зала Генеральної асамблеї ООН (Нью-Йорк, США), Кеннеді-центр (Вашингтон, США), Академія ім. Ф. Ліста (Будапешт, Угорщина). Здійснив чимало одеських та українських прем'єр творів всесвітньо відомих композиторів, записав на компакт-диск симфонічну музику М. Скорика, Є. Станковича та М. Колесси.
Хобарт Ерл диригував Віденським камерним оркестром, Віденським симфонічним оркестром Тонкюнстлер, Orchestra della Toscana (Італія), Orchestra Sinfonica Siciliana (Італія), Bilbao Symphony Orchestra (Іспанія), Noord Nederlands Orkest (Голландія), Афінським державним симфонічним оркестром, Симфонічним оркестром Данського радіо, Симфонічним оркестром Краківськой філармонії, Sinfonia Iuventus (Варшава), Jerusalem Symphony Orchestra, Російським національним оркестром, Державним академічним симфонічним оркестром ім. Е. Ф. Светланова, Державним симфонічним оркестром «Нова Росія» з Юрієм Башметом, Московським державним академічним симфонічним оркестром, Симфонічним оркестром Москви «Російська філармонія», Академічним симфонічним оркестром Санкт-Петербурзькой філармонії, Симфонічним оркестром міста Тайпей та іншими. Список оркестрів, якими маестро Ерл диригував у Сполучених Штатах, включає Delaware Philharmonic, Florida Philharmonic, Buffalo Philharmonic, North Carolina Symphony, San Diego Chamber Orchestra, Miami Symphony, Orchestra of the Americas.
Співпрацював із Львівським і Харківським Оперними театрами, Національною оперою України, Донбас-Оперою, Великим театром Білорусії, також здійснив кілька нових постановок у Національній опері Греції та Mythos Opera Festival (Італія).
Виступав з видатними співаками, такими як: Олена Образцова, Марія Гулегіна, Ірина Богачова, Людмила Монастирська, Паата Бурчуладзе, Володимир Чернов, Анатолій Солов'яненко, Зураб Соткілава, а також з багатьма видатними солістами, такими як: піаністи Дмитро Алексєєв, Петро Андершевский, Борис Березовський, Юхим Бронфман, Рудольф Бухбіндер, Жан-Філіп Коллар, Валерій Кулешов, Діна Йоффе, Євген Могилевський, Микола Петров, Михайло Плетньов, Іво Погореліч; скрипалі Павло Берман, Борис Бровцин, Вадим Глузман, Ліана Ісакадзе, Сергій Крилов, Віктор Пікайзен, Валерій Соколов, Олексій Семененко і Віктор Третьяков; альтист Юрій Башмет; віолончелісти Давид Герінгас, Стівен Іссерліс, Олександр Князєв, Даніель Мюллер-Шотт, Олексій Стадлер, Метт Хаймовіц.

## Флешмоб на «Привозі»
22 березня 2014 року музиканти Національного Одеського філармонічного оркестру та співаки хору під керівництвом Хобарта Ерла влаштували флешмоб на одеському ринку «Привоз». Вони, непомітно і раптово з'явившись проміж покупцями в торгових рядах, виконали «Оду до Радості» з Дев'ятої симфонії Людвіга ван Бетховена, яка є Гімном Європейського Союзу. Музиканти таким чином підтримали єдність України з Європою.
Публіка подякувала оркестрантам та їхньому керівникові бурхливими оваціями.

## Записи
Хобарт Ерл записав твори таких композиторів, як Микола Колесса, Мирослав Скорик, Євген Станкович та Рейнгольд Глієр .
Його виконання 5-ї симфонії Чайковського у Віденській філармонії у Відні Австрійське радіо записало в прямому ефірі, а запис удостоєно звання «Найкращий класичний альбом 2002 року» на «JPFolks Music Awards» в Голлівуді, штат Каліфорнія.
Його запис творів українського композитора Мирослава Скорика обрав генеральний директор фірми «Naxos» Клаус Хейман у «Chairman's Choice 2014 року — улюблені випуски Naxos Клауса Хеймана».
З Національним одеським філармонійним оркестром записувався на фірмі «Naxos» і «ASV», з Державним академічним симфонічним оркестром Росії ім. Е. Ф. Светланова — на фірмі «Toccata Records» та «Naxos».

## Нагороди
- Народний артист України (27 червня 2013) — за значний особистий внесок у державне будівництво, соціально-економічний, науково-технічний, культурно-освітній розвиток України, вагомі трудові здобутки та високий професіоналізм[8]
- Заслужений артист України (1994).
- Має Почесну відзнаку одеського міського голови «За заслуги перед містом» (2004). Почесний громадянин міста Одеса.
- У 2003 році, в рамках номінації «Народне визнання», Російська асоціація космонавтів назвала одну з зірок у сузір'ї Персея «Хобарт Ерл»[9].